# BIST 100
De BIST 100 is de aandelenindex van de 100 belangrijkste bedrijven aan de Turkse beurs. De index is in 1986 van start gegaan.

## Samenstelling
De aandelenindex bestaat uit maximaal 100 aandelen. Deze worden geselecteerd op basis van de marktkapitalisatie.  Het is een prijsindex en het indexniveau wordt uitsluitend bepaald aan de hand van de aandelenkoersen.
De startdatum voor de index is 1 januari 1986 en de beginstand was 100. Op 27 december 1996 werd de index door 100 gedeeld, waarmee de beginstand op een (1) werd gesteld. Op 27 juli 2020 werd de index wederom door 100 gedeeld en kwam de beginstand uit op 0,01. De index wordt berekend op basis van aandelenkoersen luidend in Turkse lira, en de aanpassingen werden ingegeven door de hoge inflatie in het land en de daarmee samenhangende waardevermindering van de lira.

## Bedrijven
Op 28 maart 2025 waren de 10 grootste bedrijven in de index:
- Turk Hava Yollari, transport en opslag
- BIM Magazalar, detailhandel
- Aselsan, defensie
- Akbank, bank
- Tüpraş, chemie
- Turkcell, telecommunicatie
- İşbank, bank
- Koç Holding, conglomeraat / investeringsmaatschappij
- Sabancı, conglomeraat / investeringsmaatschappij
- Yapi Kredi Bank, bank

Op die datum was de grootste sector de banken met een gewicht van 15,8%, gevolgd door conglomeraten / investeringsmaatschappijen (14,4%) en op de derde plaats de sector transport en opslag met een gewicht van 10,5%.

## Koersontwikkeling
Hieronder staat de ontwikkeling van de BIST  100 index vanaf 1990. De grote koerssprongen zijn mede een gevolg van de depreciatie van de Turkse lira als een gevolg van de hoge inflatie.
| Jaar | Slotkoers | Mutatie in punten | Mutatie in % |
| ---- | --------- | ----------------- | ------------ |
| 1990 | 0,33      |                   |              |
| 1991 | 0,44      | 0,11              | 34,2         |
| 1992 | 0,40      | −0,04             | −8,4         |
| 1993 | 2,07      | 1,67              | 416,6        |
| 1994 | 2,73      | 0,66              | 31,8         |
| 1995 | 4,00      | 1,28              | 46,8         |
| 1996 | 9,76      | 5,76              | 143,8        |
| 1997 | 34,51     | 24,75             | 253,6        |
| 1998 | 25,98     | −8,53             | −24,7        |
| 1999 | 152,09    | 126,11            | 485,4        |
| 2000 | 94,37     | −57,72            | −38,0        |
| 2001 | 137,83    | 43,46             | 46,1         |
| 2002 | 103,70    | −34,13            | −24,8        |
| 2003 | 186,25    | 82,55             | 79,6         |
| 2004 | 249,72    | 63,47             | 34,1         |
| 2005 | 397,78    | 148,06            | 59,3         |
| 2006 | 391,17    | −6,60             | −1,7         |
| 2007 | 555,38    | 164,21            | 42,0         |
| 2008 | 268,64    | −286,74           | −51,6        |
| 2009 | 528,25    | 259,61            | 96,6         |
| 2010 | 660,04    | 131,79            | 25,0         |
| 2011 | 512,67    | −147,38           | −22,3        |
| 2012 | 782,08    | 269,42            | 52,6         |
| 2013 | 678,02    | −104,07           | −13,3        |
| 2014 | 857,21    | 179,19            | 26,4         |
| 2015 | 717,27    | −139,94           | −16,3        |
| 2016 | 781,39    | 64,12             | 8,9          |
| 2017 | 1153,31   | 371,92            | 47,6         |
| 2018 | 912,70    | −240,61           | −20,9        |
| 2019 | 1144,25   | 231,55            | 25,5         |
| 2020 | 1476,72   | 332,47            | 29,1         |
| 2021 | 1857,65   | 380,93            | 25,8         |
| 2022 | 5509,16   | 3651,51           | 196,6        |
| 2023 | 7470,18   | 1961,02           | 35,6         |
| 2024 | 9830,56   | 2360,38           | 31,6         |

 AEX ·  ATX ·  BEL 20 ·  BET-20 ·  BIRS ·  BIST 100 ·  BUX ·  CAC 40 ·  CROBEX ·  DAX ·  FTSE 100 ·  FTSE MIB ·  IBEX ·  Iceland 15 ·  ISEQ ·  LuxX ·  OMX Copenhagen 20 ·  OMX Helsinki 25 ·  OMX Stockholm 30 ·  OBX ·  PSI ·  PX Index ·  SAX ·  SMI ·  WIG 20